# Castelcovati
Castelcovati là một đô thị trong tỉnh tỉnh Brescia thuộc vùng Lombardia, Ý. Đô thị này có diện tích 6 km², dân số 5843 người. Các đơn vị dân cư trực thuộc là: Các đô thị giáp ranh gồm: 
Castrezzato, Chiari, Comezzano-Cizzago